# Trichobius sparsus
Trichobius sparsus är en tvåvingeart som beskrevs av Kessel 1925. Trichobius sparsus ingår i släktet Trichobius och familjen lusflugor. Inga underarter finns listade i Catalogue of Life.